# Tadžički jezik
Tadžički jezik (ISO 639-3: tgk; galcha, tajiki, tadzhik), indoeuropski jezik iranske skupine, i jedan od deset jezika perzijske podskupine jezika, kojim govori blizu 4,5 milijuna ljudi od čega 3 340 000 u Tadžikistanu (1991) i 934 000 u Uzbekistanu, te nešto u Iranu, Kazahstanu, Kirgistanu, Rusiji (Azija), Turkmenistanu i Ukrajini.
U Tadžikistanu je službeni, a u upotrebi je i sjevernouzbečki [uzn] ili ruski [rus]

## Vanjske poveznice
- Ethnologue (14th)
- Ethnologue (15th)